# Emil Hadina

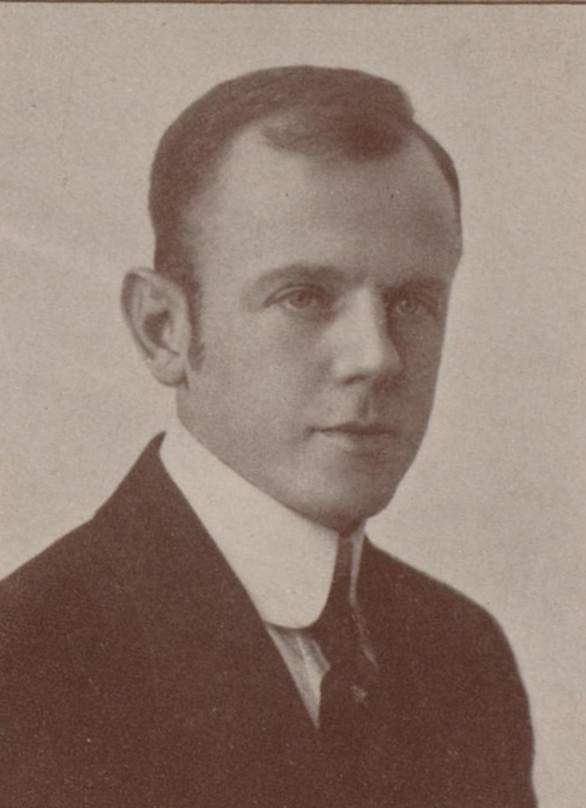
Emil Hadina

Emil Karl Hadina (* 16. November 1885 in Wien; † 7. August 1957 in Ingolstadt) war ein österreichisch-sudetendeutscher Schriftsteller und Lehrer.

## Leben
Emil Hadina, der Sohn des aus Teschen stammenden Lehrers und späteren Troppauer Direktors des Mädchenlyzeums und Schulrats Emil Hadina (1853–1925) und dessen Frau Anna, übersiedelte 1893 mit seinen Eltern in deren schlesische Heimat. In der damals fast ausschließlich von Deutschen bewohnten Stadt Troppau (tschechisch Opava) im österreichischen Kronland Schlesien (Österreichisch-Schlesien) maturierte er 1904 am Deutschen Staatsgymnasium. Dort wurde er auch Mitglied der pennalen Verbindung „Alemannia Troppau“. Danach studierte er Germanistik und Klassische Philologie an der Universität Graz und promovierte dort 1907 mit der Arbeit „Die deutschen Lieder des Seckauer Breviers“. 
Nach einem weiteren Semester an der Universität Berlin arbeitete Hadina zunächst als Gymnasiallehrer in Bielitz (Österreichisch-Schlesien), Iglau (Mähren) und schließlich in Troppau. Dort stieg er zum Direktor auf und arbeitete u. a. auch als Redakteur der Deutschen Post.
Bereits vor dem Ersten Weltkrieg hatte er im Stil der Romantik zu schreiben begonnen. Seine impressionistischen und neuromantischen Dichtungen sind der österreichischen Literatur verbunden. Sehnsucht nach Schönheit und Stille in seiner stimmungsvollen und musikalisch dahinschwebenden Lyrik, wie auch in seiner Prosa, sommerliche Stimmungen und Frauenliebe erfüllen viele Gedichtbände und Romane.
In seinen den Ersten Weltkrieg feiernden Gedichten Sturm und Stille (1916) preist er nicht nur die Wacht am Rhein, sondern auch die Wacht am Donaustrand. Die Gegner von Kaiser und Vaterland, das tapfere Volk der Serben trifft der Blitz des Herrn. Mit Weib und Kind vernichtet / So hat sie Gott gerichtet! / Mit Mann und Roß und Wagen / So hat sie Gott zerschlagen!
Nach dem Zweiten Weltkrieg wurde er als Sudetendeutscher aus seiner Heimat vertrieben und kam 1946 wieder nach Wien, wo er bis zu seinem Tod weiterhin als Schriftsteller sowie Mitarbeiter von Zeitungen und Zeitschriften wirkte.

## Werke
- Franz Ferdinand, 1915. In: K. K. Staats-Realgymnasium im 17. Bezirke Wiens: 41. Jahresbericht veröffentlicht am Schlusse des Schuljahres 1914-1915 Digitalisat
- Sturm und Stille. Kriegsdichtungen, 1916
- Lebens- und Sittlichkeitswerte in und nach dem Kriege. In: Österreichische Rundschau. Bd. 48 (Juli–Sept. 1916), S. 58–67.
- Kinder der Sehnsucht, Novellen, 1917
- Nächte und Sterne, Dichtungen, 1917
- Heimat und Seele. Neue Dichtungen, 1918
- Suchende Frauen, Ein Buch von Frauen und Heimweh, 1919,
- Liebesmären, 1919 (gemeinsam mit Otto Hödel und Karl Bienenstein)
- Von deutscher Art und Seele, Ein Trostbüchlein, 1920
- Das andere Reich, Novellen und Träume, 1920
- Lebensfeier, Neue Dichtungen, 1921
- Dämonen Der Tiefe, Ein Gottfried Bürger Roman, 1922
- Die graue Stadt – die lichten Frauen, ein Theodor-Storm-Roman,  1922
- Großböhmerland, Ein Heimatbuch für Deutschböhmen, Nordmähren und das südöstliche Schlesien, 1923
- Advent, Roman einer Erwartung, 1924
- Maria und Myrrha, Geschichte zweier Frauen und einer Liebe, 1924
- Himmel, Erde und Frauen, Ein Sonettenkranz weltlicher Andacht, 1926
- Kampf mit den Schatten, ein Theodor-Storm-Roman, 1926
- Götterliebling, Eine Hauff-Novelle, 1927
- Die Seherin, 1928
- Geheimnis um Eva, Ein Frauenreigen, 1929
- Madame Luzifer, Roman einer Romantikerin - Caroline Schlegel, 1929
- Friederike erzählt, Ein Tagebuch aus Sesenheim, 1931
- Caroline, die Dame Luzifer, 1952

### Herausgebertätigkeit
- Johann Ludwig Deinhardstein. Ausgewählte Werke I. (Garrick in Bristol. Die Gönnerschaften). (in der Reihe: Deutsch-österreichische Klassiker Bibliothek. Bd. 38)